# آرثر تورنر
آرثر تورنر (بالإنجليزية: Arthur Turner)‏ (1 أبريل 1909 في المملكة المتحدة - 12 يناير 1994 بشفيلد في المملكة المتحدة) هو مدرب كرة قدم ولاعب كرة قدم بريطاني (وحمل سابقاً جنسية المملكة المتحدة لبريطانيا العظمى وأيرلندا) في مركز الدفاع. لعب مع برمنغهام سيتي وستوك سيتي ونادي ساوثبورت ووست بروميتش ألبيون.

## وصلات خارجية
- آرثر تورنر على موقع قاعدة بيانات كرة القدم.إي يو (الإنجليزية)
- آرثر تورنر على موقع Soccerbase.com (مدرب) (الإنجليزية)